# Lech Łotocki
Lech Krzysztof Łotocki (ur. 25 sierpnia 1947 w Poznaniu) – polski aktor teatralny i filmowy.

## Życiorys
Absolwent Wydziału Aktorskiego PWSFTviT w Łodzi (1970).
Zadebiutował 14 stycznia 1970 na deskach Teatru Polskiego w Poznaniu, w którym pracował do roku 1973.
W latach 1973–1988 był związany z Teatrem Nowym w Poznaniu, a następnie z Zespołem Teatralnym Janusza Wiśniewskiego (1988–1994). W latach 2000–2002 współpracował również z Teatrem Nowym w Poznaniu. Od 2002 jest związany z TR Warszawa (d. Teatr Rozmaitości). W styczniu 2021 obchodził 50-lecie pracy artystycznej.

## Odznaczenia i nagrody
W 1976 otrzymał nagrodę na I Krajowym Przeglądzie Piosenki Aktorskiej we Wrocławiu.
W 1997 otrzymał nagrodę (za rolę Xawerego w „Turoniu”) na III Opolskich Konfrontacjach Teatralnych.
W 2006 otrzymał wyróżnienie na VI Festiwalu Teatru PR i Teatru TVP „Dwa teatry” (za rolę w przedstawieniu Fotoplastikon).
W 2015 został odznaczony Krzyżem Kawalerskim Orderu Odrodzenia Polski.

## Filmografia
- 1967: Ojciec – uczeń Zenobiusz Lipowski
- 1967: Stajnia na Salvatorze – Maciek, sąsiad Michała
- 1970: Kto wierzy w bociany? – Filip Norkowski
- 1972: Fortuna – kasjer Kołepczyński
- 1972: Opowieść – Mietek
- 1972: Z tamtej strony tęczy
- 1973: Bułeczka – strażak
- 1973: Godzina szczytu – projektant Radniewski
- 1976: Krótkie życie – Szaman
- 1977: Akcja pod Arsenałem – lekarz
- 1978: ...Gdziekolwiek jesteś panie prezydencie... – plutonowy podchorąży Piłsudski
- 1981: Limuzyna Daimler-Benz – nauczyciel fizyki
- 1981: Najdłuższa wojna nowoczesnej Europy – Józef Łukaszewicz, sekretarz hrabiego Raczyńskiego
- 1984: Siedem życzeń – nauczyciel historii (odc. 5)
- 1989: Gdańsk 39 – major Henryk Sucharski
- 1991: Panny i wdowy – współpracownik Jana (odc. 3)
- 1991: Pogranicze w ogniu – kolejarz Jan Rutkowski (odc. 23)
- 1992: Mama – Nic – fotograf (odc. 1 i 4)
- 1995: Ekstradycja serial TV – „Kulas”, człowiek Zajcewa
- 1995: Gracze – Mondry, członek kierownictw sztabu wyborczego Wałęsy
- 1996: Maszyna zmian. Nowe przygody – realizator (odc. 4)
- 1997: Klan serial TV – ojciec dziewczyny należącej do sekty „Dzieci Słońca”
- 1998: 13 posterunek – juror (odc. 36, 37)
- 1999: Sto minut wakacji – reżyser filmu „Monstrum”
- 2000: Miodowe lata – prywatny detektyw (odc. 63)
- 2001: Marszałek Piłsudski – poseł, uczestnik uroczystości przekazania władzy Narutowiczowi
- 2004–2008: Kryminalni – Leszek, lekarz policyjny
- 2005: Persona non grata – inspektor
- 2005: Tak miało być – Adam Rogalski
- 2007: Odwróceni – Wroniewski, adwokat Blachy (odc. 12)
- 2008: Wino truskawkowe – Mietek Lewandowski
- 2009: Janosik. Prawdziwa historia – karczmarz Gwizdak, ojciec Zuzanny
- 2010: 1920. Wojna i miłość – profesor Witold Kozłowski
- 2011: Układ warszawski – patolog (odc. 6 i 7)
- 2013: Prawo Agaty – sędzia (odc. 29 i 50)
- 2013: Głęboka woda 2 – Leon Majewski (odc. 4)
- 2016: Smoleńsk – Lech Kaczyński[5]
- 2020: Sweat – Andrzej

## Role teatralne
- 1969: Kordian, reż. Tadeusz Minc (Teatr Nowy, Łódź)
- 1974: Jak wam się podoba, reż. Janusz Nyczak (Teatr Nowy, Poznań)
- 1983: Wizyta starszej pani, reż. Izabella Cywińska (Teatr Nowy, Poznań)
- 1985: Pornografia, reż. Grzegorz Sobociński (Scena na Piętrze, Poznań)
- 1995: Peepshow, reż. Henryk Baranowski (Teatr Rozmaitości [ob. TR Warszawa], Warszawa)
- 1997: Bzik tropikalny, reż. Grzegorz Horst D'Albertis (Grzegorz Jarzyna) (Teatr Rozmaitości, Warszawa)
- 2003: Burza, reż. Krzysztof Warlikowski (Teatr Rozmaitości, Warszawa)
- 2006: Weź, przestań, reż. Jan Klata (TR Warszawa [d. Teatr Rozmaitości], Warszawa)
- 2006: Dwoje biednych Rumunów mówiących po polsku, reż. Przemysław Wojcieszek (TR Warszawa, Warszawa)
- 2012: Miasto snu, reż. Krystian Lupa (TR Warszawa, Warszawa)
- 2016: Robert Robur, reż. Krzysztof Garbaczewski (TR Warszawa, Warszawa)
- 2017: Puppenhaus. Kuracja, reż. Jędrzej Piaskowski (TR Warszawa, Warszawa)
- 2017: Moja walka, reż. Michał Borczuch (TR Warszawa, Warszawa)
- 2019: Rechnitz. Opera – Anioł Zagłady, reż. Katarzyna Kalwat (TR Warszawa, Warszawa)
- 2020: 2020: Burza, reż. Grzegorz Jarzyna (TR Warszawa, Warszawa)[6]